# South Union Township
South Union Township est un township situé au centre du comté de Fayette, en Pennsylvanie, aux États-Unis,. En 2010, il comptait une population de 10 681 habitants.

## Démographie
Lors du recensement de 2010, le township comptait une population de 10 681 habitants. Elle est estimée, en 2016, à 10 575 habitants.

### Source de la traduction
- (en) Cet article est partiellement ou en totalité issu de l’article de Wikipédia en anglais intitulé « South Union Township, Fayette County, Pennsylvania » (voir la liste des auteurs).